# ليونارد بي. ماير
ليونارد بي. ماير (بالإنجليزية: Leonard B. Meyer)‏ هو ملحن وفيلسوف أمريكي، ولد في 12 يناير 1918 في نيويورك في الولايات المتحدة، وتوفي في 30 ديسمبر 2007 في مانهاتن في الولايات المتحدة.

## وصلات خارجية
- ليونارد بي. ماير على موقع الموسوعة البريطانية (الإنجليزية)